# Sindrome da iperviscosità
La sindrome da iperviscosità  è un quadro clinico caratterizzato dal rallentamento del flusso sanguigno attraverso i vasi. È una condizione patologica che si verifica in concomitanza di policitemia vera, gammopatie monoclonali, mieloma multiplo, macroglobulinemia di Waldenström e varie forme leucemiche, tra cui il linfoma linfoplasmocitico. 

## Fisiopatologia
Il sangue, come tutti i fluidi, è dotato di una sua peculiare resistenza allo scorrimento che viene definita viscosità. La viscosità è regolata da una serie di leggi fisiche, la più importante delle quali è la legge di Poiseuille.
Nel sangue, la resistenza allo scorrimento è determinata da due fattori: 
- gli elementi corpuscolati (globuli rossi, globuli bianchi, piastrine, ma in pratica sono solo i globuli rossi a influenzare la viscosità ematica, che aumenta con l'aumentare dell'ematocrito)
- le proteine plasmatiche, la cui concentrazione influenza la viscosità plasmatica. Le proteine maggiormente responsabili dell'aumento della viscosità plasmatica sono le IgM e le IgA, per l'alta tendenza ad aggregarsi e a formare macromolecole.

Lo studio della viscosità del sangue e delle leggi che lo regolano è detto emoreologia.

## Sintomatologia
L'aumento della viscosità plasmatica (ci si riferisce comunemente al plasma quando si parla di "iperviscosità") comporta la comparsa di sintomi neurologici dovuti al rallentato scorrimento nel sangue attraverso i vasi del microcircolo: possono comparire parestesie, cefalea; la localizzazione di fenomeni vaso-occlusivi in sede cerebrale può causare sonnolenza, atassia, disturbi della vigilanza, fino ad arrivare al coma.

## Diagnosi
La viscosità del sangue può essere misurata e l'unità di misura della viscosità è il poise, così chiamato da Jean Louis Marie Poiseuille, studioso della meccanica dei fluidi. La viscosità normale è fra 1,4 e 1,8 centipoise. I sintomi dell'iperviscosità compaiono però a valori di 5 e più centipoise. 
La misura della viscosità plasmatica non viene eseguita di routine e il referto richiede alcuni giorni di attesa. La diagnosi viene di solito formulata in maniera più immediata attraverso un dosaggio delle proteine plasmatiche e la rilevazione della presenza, all'elettroforesi proteica, di un picco monoclonale.

## Terapia
La plasmaferesi è in grado di rimuovere dal sangue la "componente M" (componente monoclonale) e, di conseguenza, di diminuirne la viscosità. È tuttavia necessario trattare anche la malattia di fondo, di solito un mieloma multiplo o una macroglobulinemia di Waldenström.